# Pista del Petrol (Hortoneda)
Pista del Petrol és el nom de dues pistes rurals properes entre elles del poble d'Hortoneda, a l'antic terme d'Hortoneda de la Conca, actualment pertanyent a Conca de Dalt, al Pallars Jussà.
Les dues són bastant properes, a llevant d'Hortoneda. La primera arrenca de la Pista d'Hortoneda al nord-est del Serrat de la Feixa, des d'on ascendeix cap al sud-oest per tal d'anar girant cap al sud conforme va pujant pel costat de llevant d'aquell serrat. Més tard encara gira més, per agafar la direcció sud-est, sempre pujant cap a la carena de la muntanya. Sempre carenant, s'enfila en la Serra del Banyader i acaba a la mateixa carena de la serra, a 1.465,5 m. alt.
La segona també arrenca de la Pista d'Hortoneda a l'extrem nord-est de les Obagues de Senllí, des d'on surt cap al sud-est fins a atènyer la carena. Tot seguit continua per aquesta carena fins passat el Corral de Toni, on acaba el seu recorregut a 1.337 metres d'altitud.